# 扬特维尔
扬特维尔（英語：Yountville），是美国加利福尼亚州纳帕县下属的一个城市。于1965年2月4日建市。城市面积约为4.0平方公里，根据2010年美国人口普查，该市有人口2,933人。